# Řecká menšina v Česku
Za příslušníky řecké menšiny v Česku jsou považováni občané ČR hlásící se k řecké národnosti, a občané Helénské republiky mající v Česku krátkodobý či trvalý pobyt. 

## Historie

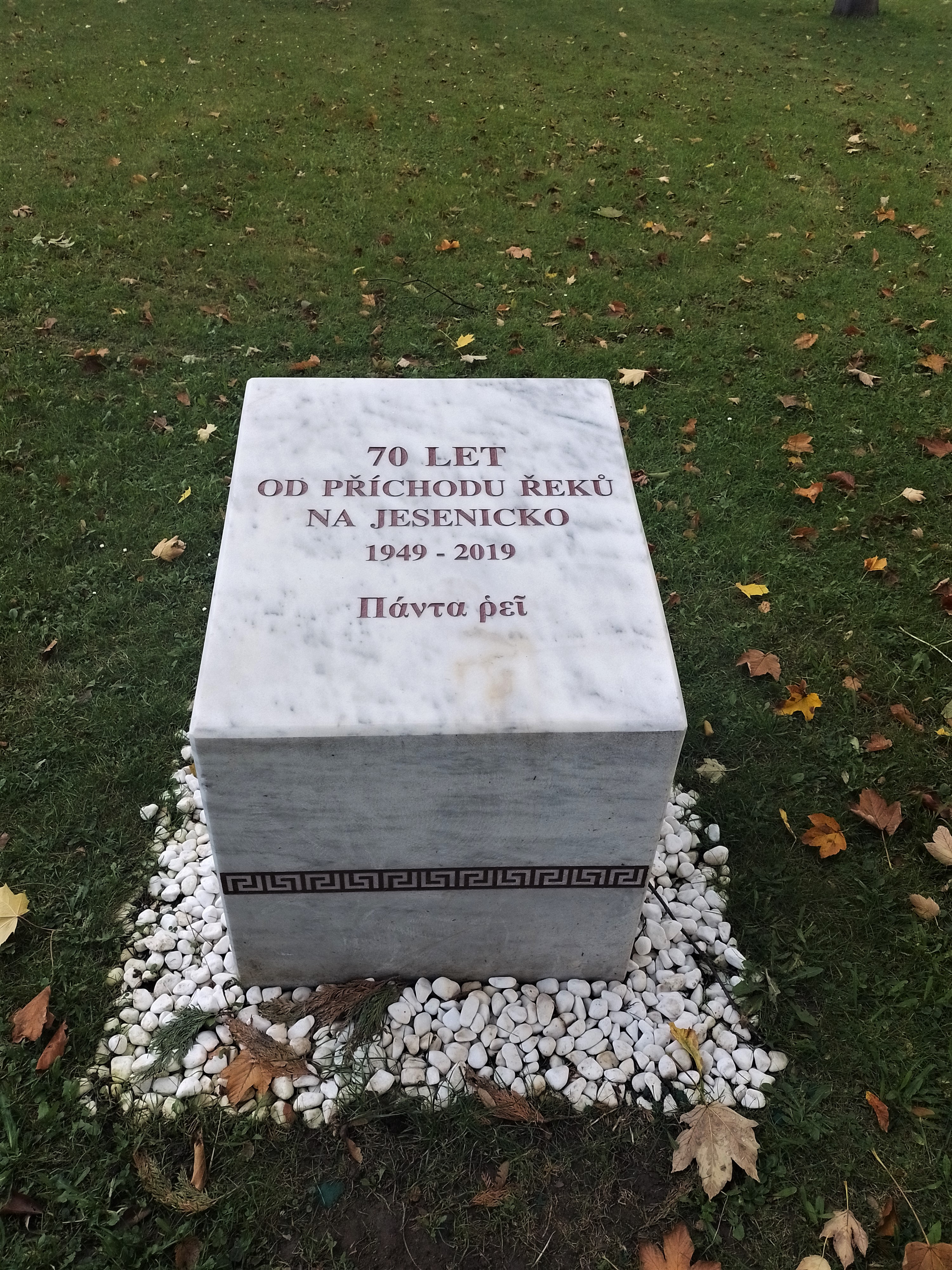
Památník „70 let od příchodu Řeků na Jesenicko 1949 – 2019“

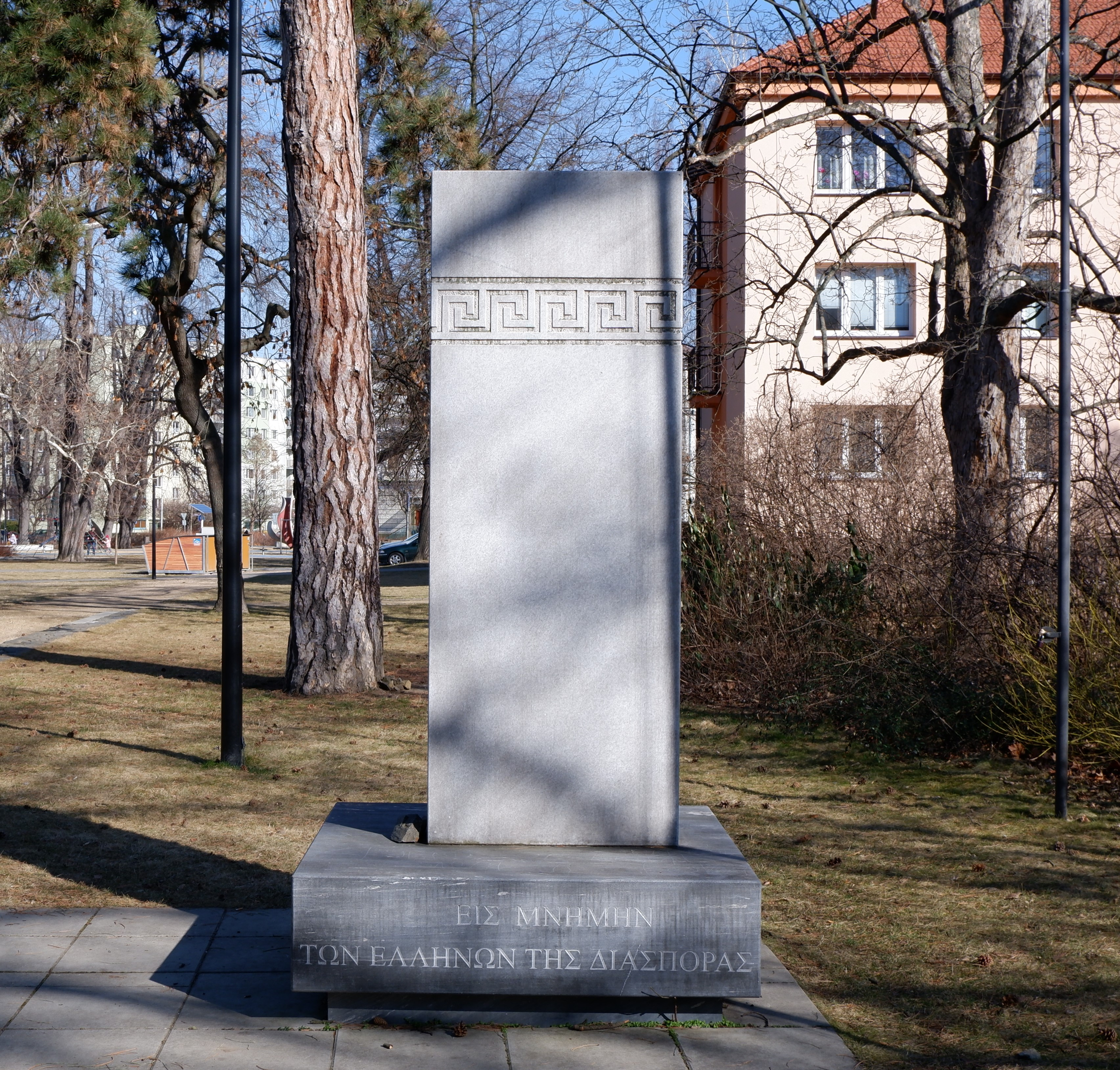
Památník „Řeckým občanům Krnova“ (odhalený 2005)

Vznik této menšiny spadá do období po druhé světové válce. Po skončení řecké občanské války se v letech 1948-1949 usadilo na území tehdejší Československé republiky více než 12 000 emigrantů. Jednalo se převážně o občany levicového zaměření, ale např. i několik desítek válečných zajatců z řad královské armády. V první vlně v roce 1948 dorazilo přes 3000 dětí, na přelomu let 1948–1949 je následovali dospělí – po nezbytné aklimatizaci v karanténních táborech (Lešany u Benešova, Mikulov, Svatobořice u Kyjova, Těchonín).
Přijetí řeckých komunistických uprchlíků do Československa na konci řecké občanské války umožnili členové Komunistické strany Řecka (KKE) žijící v exilu v rumunské Bukurešti. Zpočátku se očekávalo, že se uprchlíci brzy vrátí do Řecka, vzhledem k vývoji politické situace se mnozí z nich nakonec naturalizovali jako českoslovenští občané a obecně se asimilovali, často se smísili s místními Čechy nebo s malou, ale významnou menšinou sudetských Němců, kterým bylo po osvobození Československa od nacistické německé okupace dovoleno v něm zůstat. V mnoha případech byli tito řečtí uprchlíci přesídleni do domů, které dříve patřily sudetským Němcům a po odsunu Němců z Československa zůstaly neobydlené. Následovalo usídlení emigrantů v příhraničních okresech z nichž většina se soustředila ve městech Brno, Ostrava, Opava a Krnov, v jižním Slezsku a severozápadních Čech, nebo v jejich okolí, kde řecké zemědělské zkušenosti pomohly oživit zemědělskou výrobu na pozemcích, na nichž dříve pracovali sudetští Němci. Migranti byli etnicky různorodí, tvořili je nejen Makedonci, pontští Řekové a kavkazští Řekové, ale také Slovanomakedonci, Aromunci, sefardští Židé a dokonce i malé množství turecky mluvících Řeků nebo Urumů pocházejících z Gruzie a východní Anatolie.
Zpočátku izolovaná skupina se v polovině 50. let adaptovala a postupně se Řekové rozmístili téměř po celé republice. V 70. letech 20. století žilo v celém Československu 15 tisíc Řeků, z toho 900 v Krnově, ve kterém měli zaplnit mezeru po deportovaném německém obyvatelstvu. Část z nich, zejména ti starší, se snažili vrátit po pádu vlády řecké vojenské junty do své vlasti, což se jim dařilo ve větší míře teprve až v 80. letech 20. století.

## Současnost
Dle výsledků sčítání lidu k 3. 3. 1991 se 3379 občanů ČR hlásilo k řecké národnosti. Podle údajů z roku 2008 se cca 3500 občanů České republiky hlásilo k řecké národnosti a dle údajů z roku 2009 žije v ČR 860 občanů Řecké republiky s krátkodobým či trvalým pobytem. Většina z nich žije v Praze, ve Slezsku (Krnov, Bruntál, Karviná, Třinec, Zlaté Hory) a na severní Moravě (Šumperk).
Na území ČR dnes existuje deset řeckých komunit ve městech Bohumín, Brno, Havířov, Jeseník, Karviná, Krnov, Ostrava, Třinec, Šumperk a Javorník. Všech těchto deset obcí je součástí Asociace řeckých obcí v České republice. Mimo Asociaci stojí Řecká obec Praha. V ČR působí také mnoho jiných spolků a sdružení, jejichž činnost je spojena s touto menšinou: Společnost přátel Nikose Kazantzakise, Nadační fond Hellenika a Lyceum Řekyň v České republice.
Podle předsedy Asociace řeckých obcí v ČR Christose Bialase se v roce 2011 kvůli nepokojům v Řecku vrátily do Česka desítky rodin a stovky dalších o stěhování uvažují. Do ČR přijíždějí Řekové za prací často na pozvání mezinárodních společností.
Řecké komunity pravidelně pořádají akce kulturního a společenského charakteru, setkání starší i mladší generace. Ve většině obcí probíhá výuka řečtiny a řeckých tanců.

## Známí příslušníci menšiny

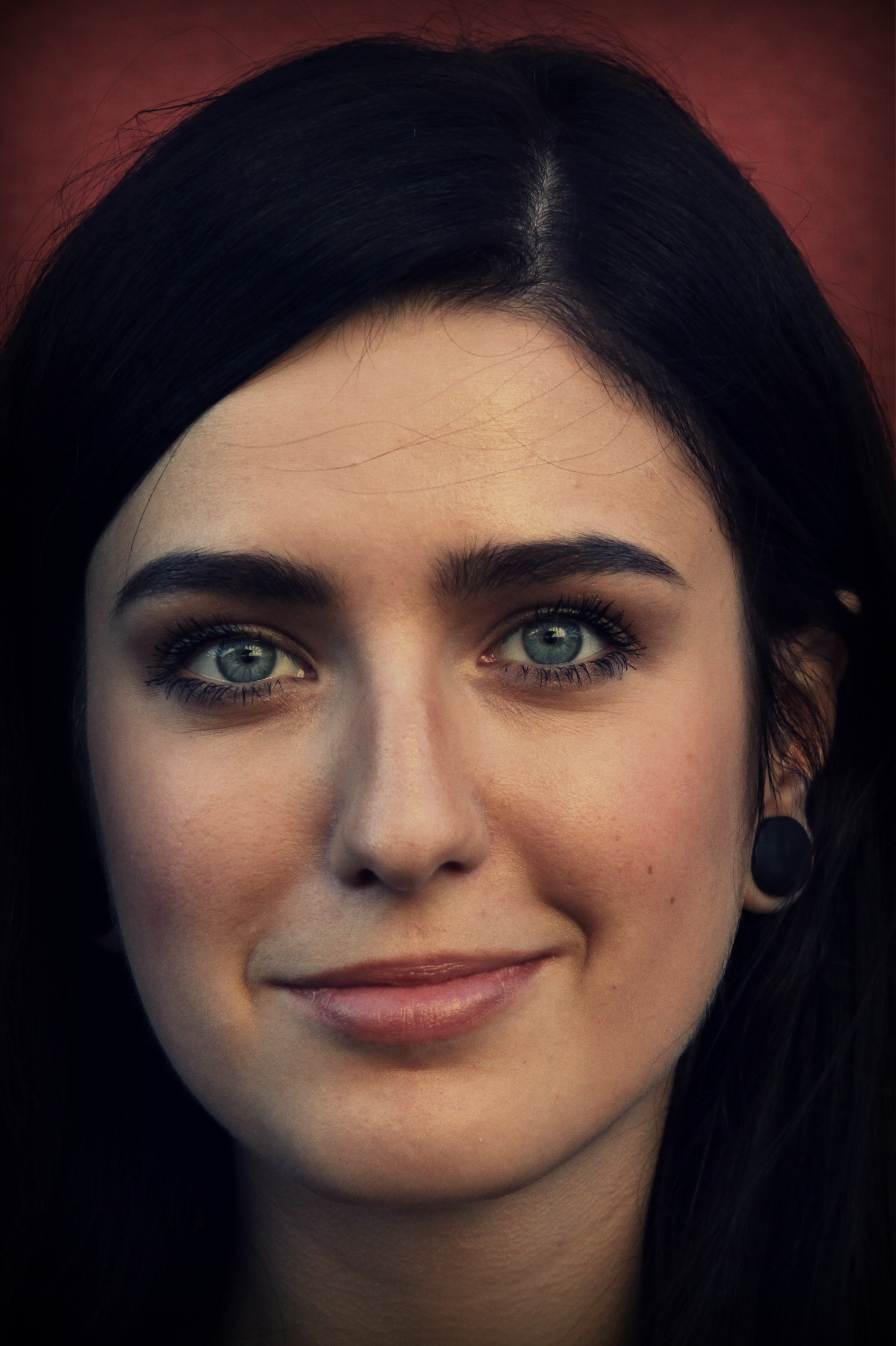
Jana Michailidu, česká politička řeckého původu.

- Ivan Andreadis (1924–1992) – stolní tenista, sportovní novinář a agent Státní bezpečnosti
- George Agathonikiadis (* 1947) – filmový a divadelní režisér, scenárista a spisovatel
- Nikos Armutidis (* 1953) – sochař a malíř
- Džimis Bekakis (* 1966) – fotbalista
- Vasilis Bolobocis (1953–2019) – fotbalista
- Petros Cironis (1936–2021) – historik
- Pynelopi Cimprichová (* 1958) – politička, farmaceutka
- Evangelia Čarasová (1904–2013) – v roce 2013 nejstarší obyvatelka ČR[6]
- Marko Elefteriadis, známý jako Ektor (* 1985) – český rapper, syn Teny Elefteriadu
- Tena Elefteriadu (* 1948) a Martha Elefteriadu (* 1946) – sourozenecké duo zpěvaček, populárních v ČSSR zejména v 70. letech 20. století
- Nikos Fotiadis – fotbalista Třince (I. liga) a Opavy
- Goce Chadzitaskos (* 1953) – fyzik
- Kaliopi Chamonikola (* 1954) – historička
- Dennis Christu (* 1989) – fotbalista
- Janis Chunuzidis (1937–2021) – fotbalista
- Marek Jankulovski (* 1977) – fotbalista
- Pando Jankulovski (1941–2015) – fotbalista
- Sotiris Joanidis (1939–2021) – lesník, myslivec, historik, spisovatel[7]
- Charilaos Karadžos – televizní režisér
- Jordanis Karagavrilidis (* 1958) – hokejista HC Litvínov[8]
- Angelika Karoni (* 1995) – modelka
- Michal Kenis – výrobce varhanních píšťal z Úvalna[9]
- Martin Konvička (* 1969) – politik, zoolog
- Nikos Koulouris (* 1981) – saxofonista kapely Kryštof
- Panajotis Kucalas (* 1992) – fotbalista
- Thomas Kulidakis – politolog a novinář
- Jakub Mamula (* 1982) – historik, vedoucí Státního okresního archivu Bruntál se sídlem v Krnově
- Fotis Maniatis (* 1976) – fotbalista
- Josif Michailidis (* 1947) – fotbalista
- Dominika Michailidu (* 1980) – politička a výtvarnice
- Petros Michopulos (* 1970) – politický komentátor a podnikatel, narozen v Krnově
- Moras (zal. 2014) – kapela hrající vlastní řeckou tvorbu žánru world music s prvky art rocku, popu a blues
- Jana Michailidu (* 1990) – politička
- Michal Papadopulos (* 1985) – fotbalista, reprezentant ČR, syn Tanase Papadopulose
- Tanas Papadopulos (* 1962) – fotbalista, otec Michala Papadopulose
- Andreas Papadopulos (* 1994) – novinář, redaktor ČT
- Statis Prusalis (Epanastatis Prusalis) (1948–2016) – řecký zpěvák žijící v Česku[10]
- Kostas Samaras (1940–2015) – zakladatel Kofola ČeskoSlovensko
- Jannis Samaras (* 1971) – generální ředitel Kofoly, syn a dědic Kostase Samarase
- Emanuel Sideridis (* 1951) – hudebník
- Tereza Švábíková (* 2000) – česká reprezentantka v badmintonu
- Froso Tarasidu (* 1955) – zpěvačka
- Loukas Vyntra (* 1981) – fotbalista
- Sotirios Zavalianis (* 1965) – podnikatel ve zdravotnictví
- Kostas Zerdaloglu (* 1953) – herec